# Ремштет (Доња Саксонија)
Ремштет (њем. Römstedt) град је у њемачкој савезној држави Доња Саксонија. Једно је од 29 општинских средишта округа Илцен. Према процјени из 2010. у граду је живјело 809 становника. Посједује регионалну шифру (AGS) 3360017.

## Географски и демографски подаци
Ремштет се налази у савезној држави Доња Саксонија у округу Илцен. Град се налази на надморској висини од 54 метра. Површина општине износи 19,0 km². У самом граду је, према процјени из 2010. године, живјело 809 становника. Просјечна густина становништва износи 43 становника/km².